# Hamaca paraguaya
Hamaca Paraguaya es una película paraguaya dramática de 2006 escrita y dirigida por Paz Encina. Ganó el Premio Fipresci en Un certain regard del Festival de Cannes 2006. Esta coproducida por Paraguay, junto con Francia, Países Bajos, Austria, Alemania, Argentina, y rodada íntegramente en Paraguay. Completamente hablada en guaraní, la película transcurre durante las últimas horas de la Guerra del Chaco, que se libró entre Paraguay y Bolivia.
Fue estrenada el 2 de noviembre de 2006.

## Sinopsis
La historia, contada cinematográficamente con unos pocos planos fijos y con diálogos en off, se desarrolla durante un único día, el 14 de junio de 1935. El lugar: un paraje selvático aislado en tierras paraguayas. Los protagonistas: Cándida y Ramón, un matrimonio anciano de campesinos. Su hijo, Maximiliano Ramón Caballero, marchó para combatir en la Guerra del Chaco, y ambos padres esperan su regreso. El padre lo hace con optimismo, confiando en que volverá a ver a su hijo con vida; la madre, sin embargo, se ve embargada por los más funestos presentimientos.
Ambos esperan bajo un cielo encapotado que no acaba de romper en lluvia, entre un calor -que ni una ráfaga de viento atenúa- y el molesto ladrar de la perra que su hijo les dejó para que cuidaran durante su ausencia. Finalmente, un cartero llega con la respuesta esperada referente al hijo.

## Reparto
- Georgina Genes ... Cándida
- Ramón del Río ... Ramón
- Jorge López... Voz del hijo
- Benjamín Blanco ... Voz del emisario
- Domiciano Figueredo ... Voz del veterinario